# Astolfo Petrazzi

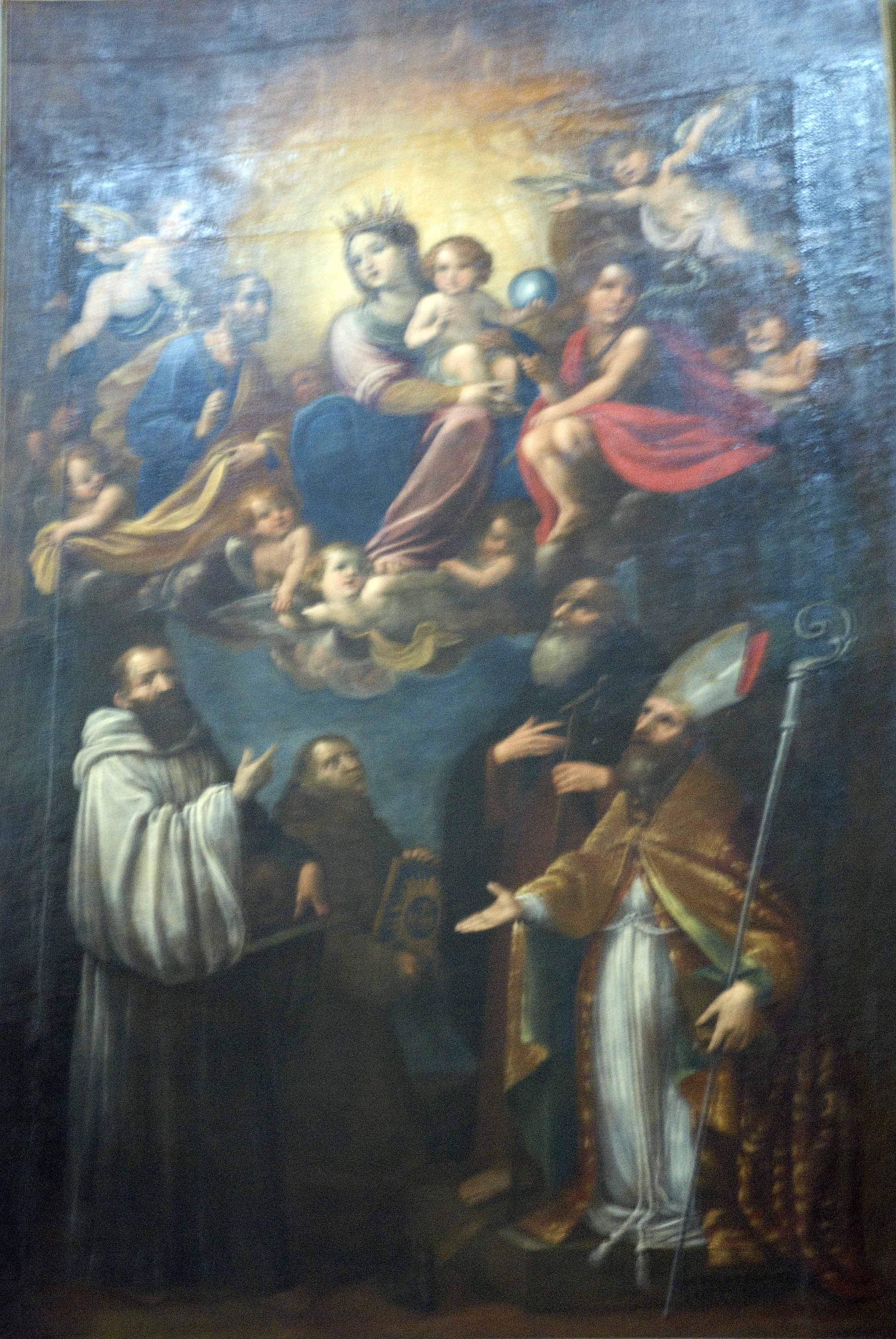
Astolfo Petrazzi, Virgen con San Juan Bautista, 1644

Astolfo Petrazzi (1583-1653 o 1665) fue un pintor italiano del período barroco, activo principalmente en su ciudad natal de Siena, pero también en Spoleto y Roma. Fue alumno principalmente de Francesco Vanni, pero también trabajó con Ventura Salimbeni y Pietro Sorri. Murió en Siena. 

## Trabajos
- Ascensión ( Ascensione ), Museo dell'Opera del Duomo, Catedral de Siena
- Comunión de San Girolamo, Sant'Agostino, Siena
- Conversión de San Pablo, Chiesa della Carceri di Sant'Ansano, Siena
- El obispo cristiano de Maguncia otorga a Siena algunas licencias en nombre de Barbaroja (1627), Palazzo Pubblico, Siena
- Padre Eterno y Santos Juan, Hipólito y Bernardo, Basílica de San Francisco, Siena
- Inmaculada Concepción, Chiesa e Convento di Sant'Agostino, Pietrasanta
- La Madonna y la peste de Siena, San Clemente en la Basílica de Santa Maria dei Servi, Siena
- La Piedad y los Santos Giovanni Evangelista, Bernardino e Tommaso, Santa Maria della Scala, Sala di San Pio (Sala de San Pío), Siena
- Señora y San Juan Bautista (1644), Santi Simone e Giuda Collegiate, Radicondoli
- Madonna del Rosario con el Beato Franco da Grotti y los Santos Domenico, Giovanni Battista, Orsola, Catalina de Siena, Lucía, Museo de arte religioso del Val d'Arbia, Buonconvento
- Martirio de San Bartolomé (1644), San Bartolomeo ad Ancaiano, Sovicille
- Martirio de San Crescencio (1639), Palazzo Pubblico, Siena
- Martirio de San Sebastián, fresco en San Sebastiano en Valle Piatta, Siena
- Milagro de San Cerbo, Museo delle Biccherne, Archivos de la ciudad de Siena
- Regreso del hijo pródigo, Palazzo Chigi-Piccolomini alla Postierla, Siena
- St Giacomo restaura la visión a un ciego, Questura, Siena
- San José en la Gloria (1639), Palazzo Pubblico, Siena
- San Sebastián, Scarlatti Hall, Palazzo Chigi-Saracini, Siena
- Santa Caterina che Da La veste al povero, Iglesia de la Compañía de Santa Catalina de la Misericordia, Serre di Rapolano
- Santa Catalina recibe el corazón de Cristo Redentor, Chiesa della Compagnia di Santa Caterina della Misericordia, Rapolano Serre, Rapolano Terme
- Santi Biagio, Domenico, Catalina da Siena y Sebastiano en adorazione della Madonna col Bambino, Chiesa di San Fortunato a Murlo im Castello / Borgo Murlo, Murlo
- Músico de laúd, Pinacoteca Nazionale di Siena
- Gloria de San Giobbe (1648), Oratorio di San Rocco, Siena, en colaboración  con Francesco Bertini.